# جرمیا مانل
جرمیا مانل (زاده ۱۹۶۸) سیاستمدار جزایر سلیمان است که پس از انتخابات سراسری جزایر سلیمان (۲۰۲۴) به عنوان نخست‌وزیر خدمت می‌کند. او اولین نخست‌وزیر کشور است که از استان ایزابل آمده است.

## زندگی شخصی
مانل و همسرش جویسلین دارای چهار دختر و دو پسر هستند.